# مایکل مایفسود
مایکل مایفسود (انگلیسی: Michael Mifsud؛ زادهٔ ۱۷ آوریل ۱۹۸۱) بازیکن فوتبال اهل مالت است.
از باشگاه‌هایی که در آن بازی کرده‌است می‌توان به باشگاه فوتبال لیلستروم، باشگاه فوتبال بارنزلی، باشگاه فوتبال والتا، باشگاه فوتبال کاونتری سیتی، باشگاه فوتبال کایزرسلاوترن، باشگاه فوتبال والتا، باشگاه فوتبال ملبورن سیتی، و تیم ملی فوتبال مالت اشاره کرد.
وی همچنین در تیم ملی فوتبال مالت بازی کرده‌است.